# Spirorbis ptychopleurus
Spirorbis ptychopleurus är en ringmaskart som beskrevs av Belokrys 1984. Spirorbis ptychopleurus ingår i släktet Spirorbis och familjen Serpulidae. Inga underarter finns listade i Catalogue of Life.